# Sauvillers-Mongival
Sauvillers-Mongival (picardisch: Seuvilé-Mongivo) ist eine nordfranzösische Gemeinde mit 184 Einwohnern (Stand 1. Januar 2022) im Département Somme in der Region Hauts-de-France. Die Gemeinde liegt im Arrondissement Montdidier, ist Teil der Communauté de communes Avre Luce Noye und gehört zum Kanton Ailly-sur-Noye.

## Geographie
Die im Südosten von einem Trockental begrenzte, landwirtschaftlich geprägte Gemeinde liegt rund sechs Kilometer südlich von Moreuil an der Kreuzung der Départementsstraßen D83 und D84.

## Toponymie und Geschichte
Mongival ist ein früherer Weiler, der 1636 bei der Belagerung von Corbie durch spanische Truppen zerstört wurde. Die Gemeinde kam 1393 an die Herren von Raineval. Im Ersten Weltkrieg wurde sie fast vollständig zerstört, im Juli 1918 von den französischen Truppen zurückerobert. Sie erhielt als Auszeichnung das Croix de guerre 1914 – 1918.

## Einwohner
| 1962 | 1968 | 1975 | 1982 | 1990 | 1999 | 2006 | 2010 |
| ---- | ---- | ---- | ---- | ---- | ---- | ---- | ---- |
| 154  | 164  | 133  | 148  | 164  | 179  | 189  | 186  |

## Verwaltung
Bürgermeister (maire) ist seit 2008 Gilles Peltiez.

## Sehenswürdigkeiten
- Die 1918 wieder aufgebaute Kirche Saint-Martin aus dem 19. Jahrhundert.
- Kriegerdenkmal
- Gedenksäule am Weg nach Mailly-Raineval